# 국제 방송 센터
국제 방송 센터(영어: International Broadcast Center, IBC)는 주요 스포츠 대회 기간 동안 방송을 위해 만든 임시 장소이다.
전 세계의 방송사들이 스튜디오를 짓고 그곳에서 중계 방송을 한다.

## 올림픽
국제 방송 센터는 1964년에 개최된 도쿄 올림픽때 처음 생겼다.
| 대회 | 도시           | 국가           | 장소                                        |
| 1964 | 도쿄           | 일본           | NHK 방송 센터                               |
| 1968 | 멕시코 시티    | 멕시코         | Universidad de Mexico                       |
| 1972 | 뮌헨           | 서독           | Olympiapark                                 |
| 1976 | 몬트리올       | 캐나다         | Palais des congrès de Montréal              |
| 1980 | 모스크바       | 소련           | 모스크바 국제 방송 센터                     |
| 1984 | LA             | 미국           | 서던 캘리포니아 대학교1                     |
| 1988 | 캘거리         | 캐나다         | Big Four Building(캘거리 스탬피드)          |
| 1988 | 서울           | 대한민국       | 여의도 한국방송공사 신관                    |
| 1992 | 바르셀로나     | 스페인         | INEFC                                       |
| 1996 | 애틀란타       | 미국           | Georgia World Congress Center               |
| 2000 | 시드니         | 오스트레일리아 | 시드니 올림픽 공원                          |
| 2002 | 솔트레이크시티 | 미국           | 솔트 팰러스 컨벤션 센터                     |
| 2004 | 아테네         | 그리스         | International Museum of Classical Athletics |
| 2006 | 토리노         | 이탈리아       | Lingotto Fiere                              |
| 2008 | 베이징         | 중화인민공화국 | 올림픽 그린 컨벤션 센터                     |
| 2010 | 밴쿠버         | 캐나다         | 밴쿠버 컨벤션 센터                          |
| 2010 | 싱가포르       | 싱가포르       | 마리나 베이 샌즈                            |
| 2012 | 런던           | 영국           | 퀸 엘리자베스 올림픽 공원                   |
| 2014 | 소치           | 러시아         | 피시트 올림픽 공원                          |
| 2016 | 리우데자네이루 | 브라질         | Parque Olímpico do Rio                      |
| 2018 | 평창           | 대한민국       | 알펜시아 국제 방송 센터                     |
| 2020 | 도쿄           | 일본           | 도쿄 빅 사이트                              |
| 2022 | 베이징         | 중국           |                                             |

## FIFA 월드컵
다음은, FIFA 월드컵기간 동안, 국제 방송 센터가 있었던 도시이다.
- 1974  서독 - 뮌헨
- 1978  아르헨티나 - 부에노스아이레스
- 1982  스페인 - 마드리드
- 1986  멕시코 - 멕시코시티
- 1990  이탈리아 - 로마
- 1994  미국 - 댈러스와 로스앤젤레스
- 1998  프랑스 - 파리
- 2002  대한민국 - 서울,  일본 - 요코하마
- 2006  독일 - 뮌헨
- 2010  남아프리카 공화국 - 요하네스버그
- 2014  브라질 - 리우데자네이루
- 2018  러시아 ― 모스크바
- 2022  카타르 ― 도하